# ۸ اکتبر
۸ اکتبر در تقویم میلادی، دویست و هشتاد و یکمین (در سال‌های کبیسه دویست و هشتاد و دومین) روز سال است. ۸۴ روز تا پایان سال باقی است.

## رویدادها
- ۱۶۰۰ – کشور سان مارینو کوچک‌ترین جمهوری جهان دارای قانون اساسی شد.
- ۱۷۴۶ – دولت عثمانی که به شدت از نادرشاه شکست خورده بود، به وی پیشنهاد صلح داد.
- ۱۹۱۲ – کشور مونته نگرو به امپراطوری عثمانی اعلان جنگ داد که موجب آغاز جنگ اول بالکان شد.
- ۱۹۸۲ – لهستان فعالیت اتحادیه همبستگی سولیدارنوشچ و کلیه سندیکا‌ها را ممنوع کرد.
- ۱۹۹۰ – پلیس اسرائیل در نزدیکی مسجد الاقصی ۱۷ معترض فلسطینی را کشته و بیش از ۱۰۰ نفر را زخمی کرد.
- ۱۹۹۱ – کرواسی برای تضمین استقلال کامل خود اقدام به قطع روابط قانونی با یوگسلاوی سابق کرد.
- ۲۰۰۱ – برخورد هواپیمای هواپیمایی اسکاندیناوی با یک فروند هواپیمای سسنا در هنگام برخاستن از زمین به دلیل وجود مه غلیظ و سنگین بر باند فرودگاه لینیت در میلان، به کشته شدن ۱۱۸ نفر انجامید.
- ۲۰۰۱ - جورج دبلیو بوش رئیس جمهور وقت آمریکا تشکیل وزارت امنیت داخلی ایالات متحده آمریکا را اعلام کرد.
- ۲۰۰۵ – در اثر زلزله ای به بزرگی ۷٫۶ ریشتر با مرکزیت کشمیر بیش از صد هزار نفر در هند، پاکستان و افغانستان کشته شدند.
- ۲۰۲۱. انفجار تروریستی در مسجد شیعیان، شهر خان‌آباد، ولایت کندوز، شمال افغانستان.[۱]

## زادروزها
- ۱۹۰۴ – ایو ژیرو-کبانتوس، رانندهٔ مسابقات اتومبیل‌رانی فرمول یک اهل فرانسه (د. ۱۹۷۳)
- ۱۹۱۹ – جک مک‌گرات، رانندهٔ مسابقات اتومبیل‌رانی فرمول یک اهل ایالات متحده آمریکا (د. ۱۹۵۵)
- ۱۹۵۴ – هوب روتنگاتر، مدیر و رانندهٔ مسابقات اتومبیل‌رانی فرمول یک اهل هلند

## درگذشت‌ها
- ۱۹۴۵ - فلیکس زالتن،‌نویسنده
- ۱۹۸۰ – جان دالرد، دانشمند، پژوهشگر و روانشناس اهل ایالات متحده آمریکا (ز. ۱۹۰۰)
- ۱۹۷۹ - نورمحمد تره‌کی، رییس دولت کمونیستی افغانستان و دبیرکل حزب دموکراتیک خلق افغانستان
- ۱۹۹۵ – داگلاس وینسنت، نظامی اهل استرالیا (ز. ۱۹۱۶)